# Liste der Monuments historiques in Châteauneuf-du-Pape
Die Liste der Monuments historiques in Châteauneuf-du-Pape führt die Monuments historiques in der französischen Gemeinde Châteauneuf-du-Pape auf.

## Liste der Bauwerke
| Bezeichnung          | Beschreibung                              | Standort               | Kennzeichnung | Schutzstatus | Datum     | Bild           |
| -------------------- | ----------------------------------------- | ---------------------- | ------------- | ------------ | --------- | -------------- |
| Burg Hers            |                                           | l’Hers (Lage)          | PA00082029    | Inscrit      | 1973 2023 | weitere Bilder |
| Kapelle St-Théodoric |                                           | Saint-Théodoric (Lage) | PA00082027    | Classé       | 1984      | weitere Bilder |
| Schloss Donjon, Turm | im 14. Jh. erbaut, päpstlicher Sommersitz | (Lage)                 | PA00082028    | Classé       | 1892      | weitere Bilder |

## Liste der Objekte
- Monuments historiques (Objekte) in Châteauneuf-du-Pape in der Base Palissy des französischen Kulturministeriums (französisch)